# Campeonato de Fútbol Playa de Oceanía 2009
El Campeonato de Fútbol Playa de Oceanía 2009 fue un torneo clasificatorio a la Copa Mundial de Fútbol Playa FIFA 2009. Este torneo no era necesario realizarlo, porque las Islas Salomón ya clasificaban directamente, pero también era injusto para los otros equipos, incluyendo Nueva Zelanda y Fiyi, así que el torneo tuvo que ser realizado. El torneo se realizó del 27 de julio al 31 de julio en Tahití.
Las Islas Salomón ganó el torneo por 1 a 0 en la final a Vanuatu y se consagró campeón, y clasificó a la Copa Mundial de Fútbol Playa de FIFA por tercera vez consecutiva.

## Equipos participantes
| Tahití | Islas Salomón |
| Fiyi   | Vanuatu       |

## Torneo

### Tabla de posiciones
| Equipo        | Pts | PJ | PG | PE | PP | GF | GC | Dif |
| ------------- | --- | -- | -- | -- | -- | -- | -- | --- |
| Vanuatu       | 7   | 3  | 1  | 2  | 0  | 14 | 9  | +5  |
| Islas Salomón | 6   | 3  | 2  | 0  | 1  | 17 | 8  | +9  |
| Tahití        | 3   | 3  | 1  | 0  | 2  | 15 | 14 | +1  |
| Fiyi          | 0   | 3  | 0  | 0  | 3  | 11 | 26 | -15 |

- Resultados

| Fecha | Hora² | Partido¹ | Partido¹ | Partido¹      | Resultado  |
| ----- | ----- | -------- | -------- | ------------- | ---------- |
| 27/07 | 11:00 | Vanuatu  | -        | Islas Salomón | 4-2 (pró.) |
| 27/07 | 13:30 | Fiyi     | -        | Tahití        | 5-10       |
| 28/07 | 11:00 | Vanuatu  | -        | Fiyi          | 5-4 (pró.) |
| 28/07 | 13:30 | Tahití   | -        | Islas Salomón | 2-4        |
| 29/07 | 11:00 | Fiyi     | -        | Islas Salomón | 2-11       |
| 29/07 | 13:30 | Vanuatu  | -        | Tahití        | 5-3        |

## Fase Final

### Tercer Lugar
| Fecha | Hora  | Partido | Partido | Partido | Resultado |
| ----- | ----- | ------- | ------- | ------- | --------- |
| 31/07 | 11:00 | Fiyi    | -       | Tahití  | 3-6       |

### Final
| Fecha | Hora  | Partido       | Partido | Partido | Resultado |
| ----- | ----- | ------------- | ------- | ------- | --------- |
| 31/07 | 13:30 | Islas Salomón | -       | Vanuatu | 1-0       |

|                       |
| Islas Salomon Campeón |

## Clasificado
- Islas Salomón

## Medallero
|               |         |                    |
| Islas Salomón | Vanuatu | Polinesia Francesa |